# Crailsheim (stacja kolejowa)
Crailsheim – stacja kolejowa w Crailsheim, w kraju związkowym Badenia-Wirtembergia, w Niemczech. Znajdują się tu 3 perony.